# Ferdinand Kilger
Ferdinand Kilger (Monaco di Baviera, 1853 – Kaprun, 1º novembre 1893) è stato un alpinista, fotografo e scrittore tedesco,  scalatore attivo nelle Alpi orientali fu uno scalatore senza guida. Ferdinand Kilger divenne noto quando il 7 gennaio 1882 con Heinrich Zametzer, Josef Zametzer, Heinrich Schwaiger e Alois Zott scalarono lo Zugspitze per primi, la montagna più alta della Germania (2.962 m sul livello del mare) e fino allora considerata inscalabile.

## Biografia
Ferdinand Kilger di Monaco di Baviera fu noto soprattutto per le sue opere letterarie in quanto nel 1887 curò il "Catalogo della Biblioteca alpina della sezione di Monaco", nel 1892 pubblicò "La catena di Mieming"  e "Escursioni alpine nei Monti di Mieming" inoltre fu per lungo tempo conservatore della sezione di Monaco del Club Alpino Tedesco Austriaco. Per sua iniziativa la sezione promosse la ricettività di montagna e avviando la ristrutturazione del rifugio Kaindl sul Wiesbachhorn, che dopo lunghi sforzi diventò abitabile, nel 1890 incoraggiò la costruzione del rifugio "Coburger Hütte" sui Monti di Mieming e poi il rifugio "Alplhaus" sempre nei Monti di Mieming, egli, infatti,  propose alla sezione di adattare il rustico che un contadino aveva costruito anni prima nel circo glaciale “im Alpl”, come residenza estiva e nella quale il noto alpinista Hermann von Barth vi trovò rifugio durante le sue spedizioni pionieristiche. Numerosi sono i tour ad alta quota effettuati da Kilger, spesso senza guida, in vari gruppi delle Alpi orientali. Nella zona dei Monti di Mieming, la sua vera specialità, scalava solitamente accompagnato dal cacciatore Paul Probst. Membro dell'Associazione Alpina Accademica di Monaco di Baviera, nonostante la sua breve esistenza, fu un alpinista di successo e un pioniere alpino della fine del 1800, uno dei primi alpinisti senza guida. Alla fine degli anni Settanta dell'Ottocento si formò a Monaco un piccolo gruppo di alpinisti particolarmente capaci, tra cui lo stesso Ferninand e il fratello Franz Kilger, Heinrich Schwaiger e Alois Zott. Nel luglio 1881 Alois Zott, Josef Zametzer e Heinrich Zametzer salirono sul Totenkirchl attraverso un difficile camino, che successivamente venne nominato il "camino Zott", e poi attraverso il "camino Rose". Si trattò della seconda salita del Totenkirchl lungo una nuova via. Riuscirono a raggiungere il camino solo con l'aiuto di un rampino. Il 7 gennaio 1882,  Ferdinand Kilger, Heinrich Schwaiger, Josef e Heinrich Zametzer e Alois Zott effettuarono la prima ascensione invernale salendo da Platt alla vetta occidentale dello Zugspitze di 2.962 m, la cima più alta dei Monti del Wetterstein e allo stesso tempo la montagna più alta della Germania.
Oltre agli sport alpini, negli ultimi anni Kilger si dedicò alla fotografia come dilettante. Realizzò fotografie di alta qualità e le commerciò con altri hobbisti. Alcune di queste furono pubblicate sulla rivista “Giornale del Club Alpino Tedesco Austriaco”, su “Development of the Eastern Alps” e su “Alpenfreund”.

## Carriera alpinistica
- 1882 Prima ascensione invernale della cima occidentale dello Zugspitze, 2.962 m (Monti del Wetterstein);
- 1882 Prima ascensione dell'Hennsteigenspitze, 3.002 m (Alpi della Zillertal);
- 1883 Prima ascensione della cresta occidentale dello Scheffauer dal Grübler Lucke, 2.111 m (Wilder Kaiser);
- 1883 Prima ascensione senza guida del Große Bischofsmütze, 2.455 m (Gosaukamm, Monti del Dachstein);
- 1891 Prima ascensione della cima orientale dell'Hochplattig (Signalgipfel) dall'Alplhaus, 2.698 m (Monti di Mieming); prima ascensione del Grießspitze occidentale, 2.743 m (Monti di Mieming)[4].